# Universidad de Fort Hare
La Universidad de Fort Hare (en inglés: University of Fort Hare, en afrikáans:Universiteit van Fort Hare) es una universidad pública sudafricana situada en Alice. Con también partes en Bhisho e East London.
Fue una institución clave en la educación superior de africanos negros de 1916 hasta 1959. Ofrecía una educación académicamente de estilo occidental a estudiantes de toda el África subsahariana. Sus alumnos formaron parte de movimientos independentistas y posteriores gobiernos de países africanos. Entre sus alumnos más destacados se encuentran Nelson Mandela, Oliver Tambo, Govan Mbeki, o Mangosuthu Buthelezi
En 1959, la universidad fue subsumida por el apartheid, pero ahora forma parte del sistema de educación sudafricano post-apartheid. El campus principal de la universidad se halla al lado del río Tyhume a su paso por la ciudad de Alice (o Dikeni, en xhosa).